# Torta de leche
Las tortas de leche son un producto de repostería típico del área de Sevilla, en España. Se comen todo el año como postre, desayuno o merienda, aunque se preparan más durante fechas señaladas como las navidades o la Semana Santa. Se aromatizan con ralladura de limón y a veces canela. A menudo se decoran con azúcar glas por encima. Muchas variedades de tortas dulces se pueden encontrar en todos los pueblos de Andalucía y otras zonas del sur de España, como las jayuyas granadinas, las sopaipas cordobesas las tortas de Alcalá, las tortas de Inés Rosales o las tradicionales tortas de aceite y leche.